# Charlotte Zolotow
Charlotte Zolotow (ur. 26 czerwca 1915 w Norfolk, zm. 19 listopada 2013 w Hastings-on-Hudson) – amerykańska pisarka, poetka i wydawca książek dla dzieci.